# Steve Coleman
Steve Coleman, (Chicago, 20 de Setembro de 1956) é um saxofonista, compositor e improvisador estadunidense. Sua música e conceitos têm uma grande influência no jazz contemporâneo.

## Gravações
Várias das gravações mais antigas de de Steve Coleman podem ser baixadas gratuitamente em seu sítio na internet. Há ainda várias gravações particulares de seus concertos, distribuidas na rede pelos apreciadores de sua obra.

## Discografia

### Como leader
- Steve Coleman and Five Elements: Motherland Pulse (JMT, 1985) Debut as a leader and first recording of Cassandra Wilson
- Steve Coleman and Five Elements: On the Edge of Tomorrow (JMT, 1986) There was a 7" EP lifted with "Little One, I'll Miss You" and "I'm Going Home"
- Steve Coleman and Five Elements: World Expansion (JMT, 1986)
- Steve Coleman and Five Elements: Sine Die (Pangaea, 1987)
- Steve Coleman and Five Elements: Rhythm People (Novus/BMG, 1990)
- Steve Coleman and Five Elements: Black Science (Novus/BMG, 1991)
- Steve Coleman[2]: Rhythm in Mind (Novus/BMG, 1991) among others with Von Freeman and Tommy Flanagan
- Steve Coleman and Five Elements: Drop Kick (Novus/BMG, 1992)
- Steve Coleman and Five Elements: The Tao of Mad Phat <Fringe Zones> (Novus/BMG, 1993) With Roy Hargrove on one track
- Steve Coleman and Metrics: A Tale of 3 Cities (The EP) (Novus/BMG, 1994) With rappers Kokayi, Shahliek, Utasi, Sub Zero, Black Thought and Najma Akhtar
- Steve Coleman and Five Elements: Def Trance Beat (Novus/BMG, 1994)
- Steve Coleman and the Mystic Rhythm Society: Myths, Modes and Means (Live at the Hot Brass, Paris) (Novus/BMG, 1995) Forms a triology with the following two recordings and released as 3 cd set in 1996
- Steve Coleman and Metrics: The Way of the Cipher (Live at the Hot Brass) (Novus/BMG, 1995)
- Steve Coleman and Five Elements: Curves of Life (Live at the Hot Brass)(Novus/BMG, 1995) With David Murray on two tracks
- Steve Coleman and the Mystic Rhythm Society in collaboration with AfroCuba de Mantanzas: The Sign and the Seal (BMG, 1996)
- Steve Coleman and the Council of Balance: Genesis (BMG, 1997) Large ensemble with strings; released together with the following
- Steve Coleman and Five Elements: The Opening of the Way (BMG, 1997)
- Steve Coleman and Five Elements: The Sonic Language of Myth (BMG, 1998) Large ensemble with strings and vocals
- Steve Coleman and Five Elements: The Ascension to Light (BMG France, 2001)
- Steve Coleman and Five Elements: Resistance Is Futile (Label Bleu, 2001)
- Steve Coleman and Five Elements: Alternate Dimension Series I (Free download, 2002)
- Steve Coleman and Five Elements: On the Rising of the 64 Paths (Label Bleu, 2002)
- Steve Coleman and Five Elements: Lucidarium (Label Bleu, 2003) Large ensemble with vocals and percussion, among others with Gregoire Maret, Mat Maneri and introducing Jen Shyu
- Steve Coleman and Five Elements: Weaving Symbolics (Double CD with DVD) (2006)
- Steve Coleman: Invisible Paths: First Scattering (Tzadik, 2007) Solo album
- Steve Coleman and Five Elements: Harvesting Semblances and Affinities (Pi, 2010)
- Steve Coleman and Five Elements: The Mancy of Sound (Pi, 2011)

### Colaborações
- Strata Institute (Double Trio with Greg Osby): Cipher Syntax (JMT/Polydor Japan, 1989)
- Strata Institute: Transmigration (Rebel-X/Columbia, 1991) With Von Freeman
- Steve Coleman & Dave Holland Duo: Phase-Space (Rebel-X/DIW, 1991)
- M-Base Collective: Anatomy of a Groove (Rebel-X/DIW/Columbia, 1992)

### Participações em discos de outros artistas
Com Sam Rivers
- Colours (Black Saint, 1982)
- Rivbea All-Star Orchestra: Inspiration (BMG France, 1999)
- Rivbea All-Star Orchestra: Culmination (BMG France, 1999)

Com Doug Hammond
- Perspicuity (L+R Records, 1991, rec. 1981/82)
- Spaces (Idibib, 1982; Rebel-X, 1991)

Com Abbey Lincoln
- Talking to the Sun (Enja, 1984)
- Who Used to Dance (Gitanes/Verve, 1997)

Com Dave Holland
- Jumpin' In (ECM, 1984)
- Seeds of Time (ECM, 1985)
- The Razor's Edge (ECM, 1987)
- Triplicate (ECM, 1988)
- Extensions (ECM, 1990)

Com Chico Freeman
- Tangents (Elektra Musician, 1984)

Com Billy Hart
- Oshumare (Gramavision, 1985)

Com The Errol Parker Tentet
- Live at the Wollman Auditorium (Sahara Records, 1985)

Com David Murray
- David Murray Big Band Live at "Sweet Basil" Vol. 1 (Black Saint, 1985)
- David Murray Big Band Live at "Sweet Basil" Vol. 2 (Black Saint, 1986)

Com Cassandra Wilson
- Point of View (JMT, 1986)
- Days Aweigh (JMT, 1987)
- Jump World (JMT, 1990)

Com Geri Allen
- Open on All Sides in the Middle (Minor Music, 1987)

Com Michele Rosewoman
- Quintessence (Enja, 1987)

Com Lonnie Plaxico
- Plaxico (Muse, 1990)

Com The Roots
- Do You Want More?!!!??! (DGC/Geffen, 1995)
- Illadelph Halflife (DGC/Geffen, 1996)

Com Ravi Coltrane
- Moving Pictures (BMG France, 1998)

Com Anthony Tidd’s Quite Sane
- Child of Troubled Times (CoolHunter Music, 2002)

## Documentário
O DVD „Elements of One“, de Eve-Marie Breglia mostra Steve Coleman e sua banda nos anos de 1996 a 2003 encontrando: Von Freeman, músicos Afro-Cubanos em Cuba, músicos da África ocidental e músicos afro-cubanos no Senegal, rappers nos Estados Unidos, músicos indianos na Índia, filosofia egípcia antiga no Egito e um centro de pesquisa em música por computador em Paris. 